# Tour de Nez
Le Tour de Nez est une course cycliste américaine disputée autour de Reno, dans l'État du Nevada. Elle est organisée entre 1992 et 2018. 

## Présentation
La course est créée en 1992 pour célébrer le septième anniversaire de « Deux Gros Nez », café emblématique de la ville de Reno.
Elle a auparavant été organisée sur plusieurs étapes, de 2004 à 2010 puis en 2014.

## Palmarès

### Élites Hommes
| Année | Vainqueur         | Deuxième            | Troisième           |
| ----- | ----------------- | ------------------- | ------------------- |
| 1992  | Matt Mackenzie    |                     |                     |
| 1993  | Brian McGuire     |                     |                     |
| 1994  | Greg Munsell      |                     |                     |
| 1995  | Jerry Malone      |                     |                     |
| 1996  | Glen Winkel       |                     |                     |
| 1997  | Glen Winkel       |                     |                     |
| 1998  | Glen Winkel       |                     |                     |
| 1999  | pas de course     | pas de course       | pas de course       |
| 2000  | Mark Hlady        |                     |                     |
| 2001  | Mark Hlady        |                     |                     |
| 2002  | Eric Wohlberg     | Chad Gerlach (en)   | Antonio Cruz        |
| 2003  | Eric Wohlberg     | Jonas Carney        | Tim Larkin          |
| 2004  | Antonio Cruz      | James Mattis        | Tim Larkin          |
| 2005  | Scott Moninger    | Andrew Bajadali     | Karl Menzies        |
| 2006  | Antonio Cruz      | Karl Menzies        | Chris Baldwin       |
| 2007  | Alex Candelario   | Michael Sayers (nl) | Juan Pablo Forero   |
| 2008  | Aaron Olsen       | Andrew Bajadali     | Scott Nydam         |
| 2009  | Chad Gerlach (en) | Steve Reaney        | Graham Howard       |
| 2010  | Jonathan Baker    | Ryan Parnes         | Cody Stevenson (de) |
| 2011  | Daniel Ramsey     | Rahsaan Bahati      | Jeremy Vennell      |
| 2012  | Patrick Bevin     | Ricardo Escuela     | Alex Candelario     |
| 2013  | Eric Riggs        | Justin Rossi        | Brandon Trafton     |
| 2014  | Justin Rossi      | Joshua Carling      | Nate Freed          |
| 2015  | Max Korus (en)    | Colin Daw           | Justin Rossi        |
| 2016  | Leon Gledhill     | Cole Davis          | Joshua Carling      |
| 2017  | Geoff Kabush      | Cameron Bronstein   | Roman Kilun         |
| 2018  | annulé            | annulé              | annulé              |

### Élites Femmes
| Année | Vainqueur          | Deuxième              | Troisième      |
| ----- | ------------------ | --------------------- | -------------- |
| 2009  | Amber Rais (en)    |                       |                |
| 2010  | Megan Guarnier     |                       |                |
| 2011  | Amber Pierce (en)  | Tiffany Pezzulo (en)  | Kateřina Nash  |
| 2012  | Robin Farina (en)  | Taylor Willis         | Emily Kachorek |
| 2014  | Bethany Allen (en) | Erica Greif           |                |
| 2015  | Alison Starnes     | Mary Elizabeth Maroon | Diane Moug     |
| 2016  | Hanna Muegge       | Clarice Sayle         | Kateřina Nash  |
| 2017  | Hanna Muegge       | Alison Starnes        | Eleanor Velez  |
| 2018  | annulé             | annulé                | annulé         |